# Thecacera picta
Espèce
Thecacera picta une espèce de nudibranche de la famille des Polyceridae.

## Distribution
Cette espèce se rencontre dans la zone tropicale Indo/Ouest-Pacifique, cette espèce est toutefois relativement rare. 

## Habitat
Son habitat correspond à la zone récifale externe jusqu'à 60 m.

## Description

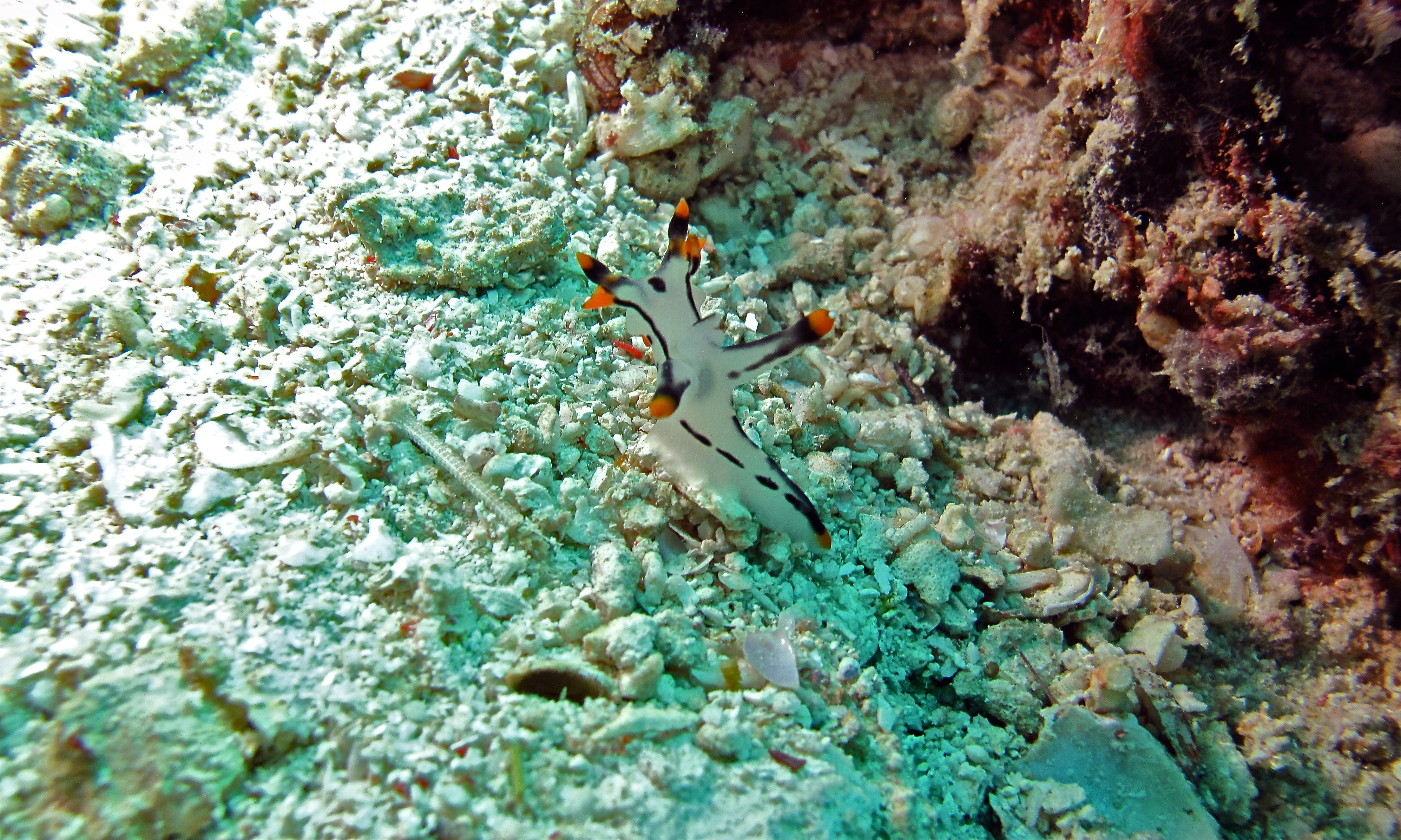
Thecacera picta (Sabah, Malaisie)

Cette espèce peut mesurer jusqu'à 30 mm. 
Le corps est allongé, translucide avec des zones ombrées de noir surtout sur les parties anguleuses et  dont la surface et l'intensité de l'ombrage varie d'un individu à l'autre. 
Au centre du corps se trouvent une paire de cerata qui sont juste en position arrière par rapport au bouquet branchial.
Les rhinophores sont lamellés et munis de fourreaux quelque peu en forme d'oreilles.
Toutes les appendices (rhinophores, fourreaux, ceratas et coins de la cavité buccale) sont généralement sombres et orangées avec une pointe blanche à l'extrémité apicale.

## Éthologie
Ce Thecacera est benthique et diurne, se déplace à vue sans crainte d'être pris pour une proie de par la présence de glandes défensives réparties dans les tissus du corps.

## Alimentation
Thecacera picta se nourrit principalement de Bryozoaires arborescents. 